# 英山古炮楼
英山古炮楼，是位于中国福建省宁德市柘荣县英山乡英山村18号民房右侧的一个清代古建筑，2011年7月入选第八批柘荣县文物保护单位。
英山古炮楼是柘荣境内较少发现的古代民防建筑之一。炮楼建于清末，坐北朝南，为土木结构五层重檐攒尖顶，占地面积41平方米，通面阔6.17米，通进深6.64米，通高12.24米，四周围以厚0.67米的夯土墙，内部有齐全的生活设施，楼身有观察窗、枪眼等，炮楼上视野开阔，可观察到全村境况。